# Terremoto de Azerbaiyán de 2012

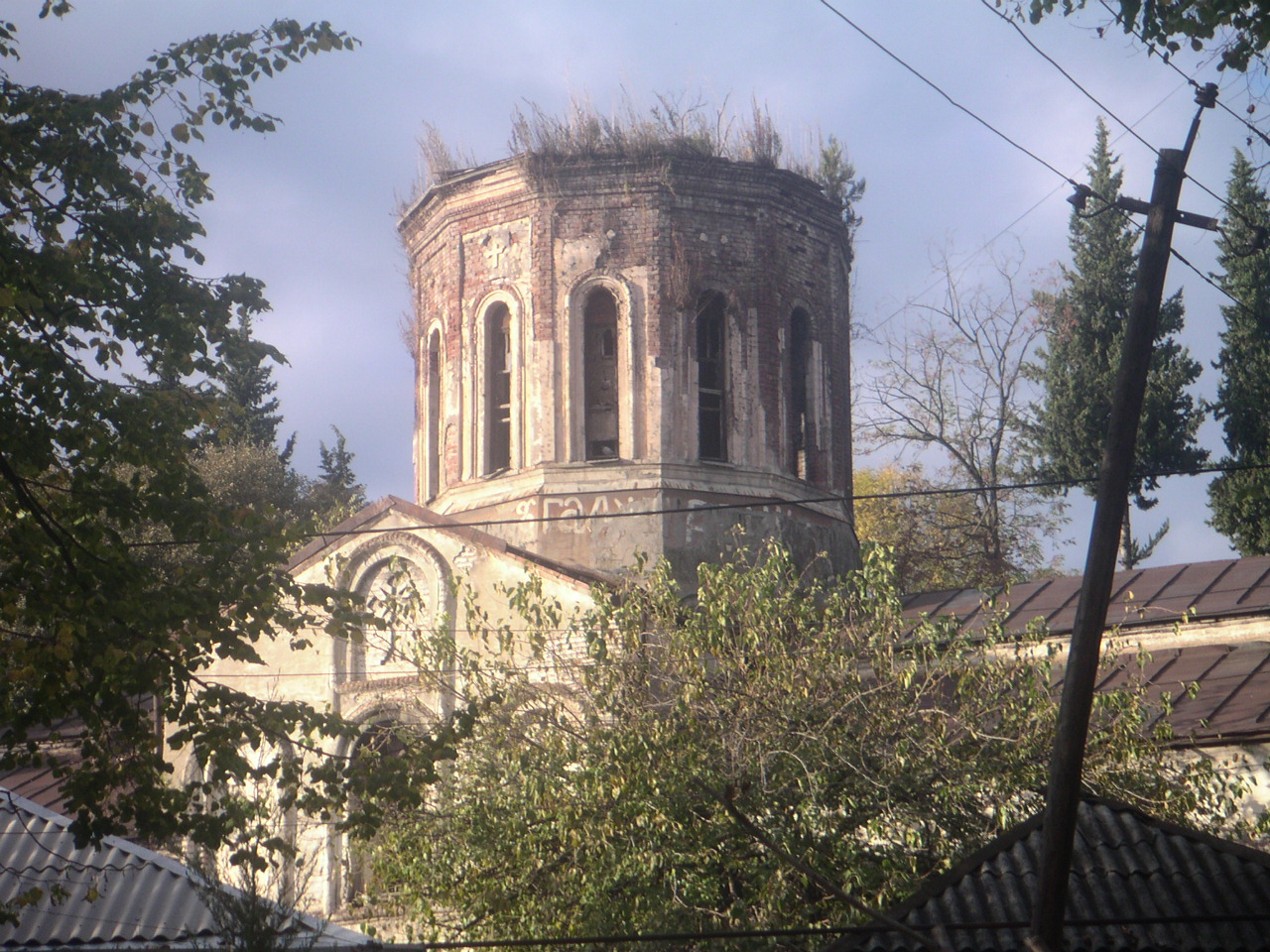
Zaqatala, ciudad más afectada por el terremoto.

El Terremoto de Azerbaiyán de 2012 fue un sismo de magnitud 5,6 que sacudió Zaqatala el 7 de mayo de 2012 a las 9:40 (hora local). El sismo también sacudió otros países como Georgia y Rusia. 10 horas más tarde una réplica sísmica casi similar golpeó otra vez el área. Que fue divulgada inicialmente mientras que los daños menores pronto llegaron a ser más serios.

## Réplicas

### 7 de mayo
- Después del primer sismo se registró una réplica que alcanzó una magnitud de 5.4 grados en la escala de Richter que se sintió incluso en Tiflis, la capital de Georgia.

### 18 de mayo
- El viernes 18 de mayo un terremoto de 6 grados en la escala de Richter sacudió de nuevo Zaqatala. El sismo causó daños en algunas urbanizaciones. No hubo víctimas porque muchas personas vivían en tiendas de campaña por la serie de terremotos del 7 de mayo. Según previas estimaciones 250 edificios fueron destruidos por completo en el sismo del 7 de mayo.[4]

## Daños
- El ministro de las situaciones de emergencia Kamaladdin Heydarov dijo a los periodistas el jueves que la cantidad de dinero necesario para reparar y para reconstruir a las comunidades de los daños puede ser más alta que esperada inicialmente. Si más dinero se necesita, él dijo, más dinero será reservado para lograr esta tarea.
- El número de construcciones dañadas anterior divulgadas aumentaron considerablemente a 3123 (aproximadamente 3000 casas y 123 edificios del estado como escuelas, de los servicios sociales etc).
- Mirando el grado de destrucción en los pueblos, Earthquake-Report.com lo llama un milagro a que nadio murió durante este terremoto (aunque 1 periódico mencionaba esto sin especificar ningunos detalles). El número de herido es también muy limitado como contaron 35 heridos en total, solamente nada serio. La explicación más conveniente para el limitado herido es que el terremoto ocurrió durante las horas de última mañana en que la gente está fuera de sus casas. Más tarde se confirmó que el terremoto dejó 2 personas fallecidas.
- El personal y los equipos de rescate médicos ayudaron en los campos entoldados y funcionaron en cambios para estar presentes siempre.[5]

- Elman Ramazanow de la comisión de la emergencia del distrito de Zaqatala dio números más exactos en el daño del terremoto y de las réplicas sísmicas dobles. Esto es un informe intermedio con los datos recogidos en más de 24 horas. De acuerdo con el área limitada del daño y de la experiencia después de acontecimientos del terremoto, asumimos que estos números pueden aumentar solamente levemente.
- 274 casas, los establos y otras construcciones se han derrumbado
- 2.052 casas tienen daño leve (grietas, paredes parcialmente derrumbadas etc)
- 100 instalaciones sociales están mostrando las grietas
- Hay 500 tiendas en varios pueblos muy afectados y han asignado 1.050 familias a estos campos tenting. Otras 500 tiendas serán erigidas, que traen el total a 1.000.
- temporalmente un refugio encontrado con 1.276 familias en las casas de parientes
- El gobierno central de Azerbaiyán ha reservado 20 millones de manats (24,5 millones de US$) para la ayuda de la reconstrucción

- Algunos pueblos en el área directa del terremoto permanecieron sin electricidad
- Los oficiales del gobierno tienen dicho la prensa que la reconstrucción y la reparación de las casas dañadas comenzarán tan pronto como el día siguiente

## Después del terremoto
- El Presidente Aliyev visitó el área dañada por el terremoto. Él se encontró y habló con las personas. El Presidente Aliyev reiteró la ayuda a los damnificados de 20 millones de nuevos manats (24,5 millones de USD) en la fase inicial en 2012, y el gobierno ha prometido reconstruir y reparar el área.
- Los servicios de emergencia comenzaron con la reparación y la reconstrucción de las áreas más afectadas.
- Las tiendas fueron distribuidas en los pueblos siguientes: Zaqatala, Gözbarax, Zəyəm, Qımır, Çobankol, Bazar, Qax, Güllü, Tasmalı, Ləkid, Zərnə y Lələpașa.